# Arrillor
El yacimiento de Arrillor es una cueva del Paleolítico medio, ubicada al SE. del monte Gorbea, que se sitúa en el municipio español de Cigoitia (Álava). El entorno de Arrillor está compuesto litológicamente por calizas arrecifales, que generan un karst con numerosas cuevas.

## Cueva
Es una cueva lineal de unos 150 metros de longitud máxima, orientada hacia el O-E, con dos pasillos marcados en sus extremos. En torno a ambos, encontramos dos entradas, una desde el barranco de Asunkorta y la otra, la principal, desde el de Errekaseku. En diversos niveles se han descubierto varios útiles prehistóricos, fauna cazada por el hombre e incluso un diente del hombre de Neandertal (el único vestigio conocido en la provincia de Álava); la mayor parte de las ocupaciones pertenecen al Paleolítico medio –Musteriense- y residualmente de finales de la última glaciación–Magdaleniense-.

## Registro estratigráfico
La base de la estratigrafía está en contacto con el suelo natural de la cavidad, de naturaleza caliza. 

### Complejo inferior de transición crioclástico-fluvial
Su potencia oscila entre los 50 y los 115 cm. Aglutina una serie de capas con aportes crioclásticos con otras de génesis fluvial. Podemos situar este complejo con la fase terminal fría del Würm II. En los niveles de composición crioclástica se han recuperado algunos indicios arqueológicos: huesos fragmentados, y algún ejemplo lítico tallado en sílex y cuarcita (raederas, muescas, denticulados), los cuales podemos relacionar con la cultura musteriense.

### Complejo medio de pleno origen fluvial
Su potencia oscila entre los 245 y los 305 cm. El material más relevante de este complejo es la arena, a causa de alteraciones mecánicas de arrastre y erosión. En las capas arenosas amarillas, grisáceas y rojizas encontramos indicios arqueológicos, concretamente fragmentos óseos  y restos líticos tallados musterienses. Entre esos restos líticos encontramos raederas y puntas, con varios ejemplos de técnica Levallois.

### Complejo superior crioclástico
Su potencia oscila entre 65 y 95 cm. Encontramos cuatro niveles con indicios arqueológicos.
En los dos inferiores (Smc y Smb) encontramos utensilios líticos (sobre un sílex de mala calidad) y algunos huesos manipulados, asociándolos al Musteriense. En los dos más superiores (Lmc y Lam) encontramos una muestra más variada de tipos líticos (raederas, denticulados, puntas, raspador, buril) y ejemplos de huesos manipulados. También se asocia al Musteriense.

## Restos
Se han encontrado evidencias de ocupación humana: Pequeños restos carbonosos junto a numerosos restos óseos y de industria lítica. Es importante la presencia de un segundo molar superior de leche humano de un individuo de 9 a 13 años. 

## Clima y medio ambiente
Los depósitos arqueológicos nos muestran una mayor dureza de las condiciones medioambientales: componentes crioclásticos, fauna que se encuentra en épocas frías y un paisaje vegetal con un bosque más escaso y herbáceas de condiciones frías y secas (algunas especies estépicas). Por lo tanto, nos encontramos con las primeras manifestaciones del Würm III o Neowürm (Entre 40.000-32.000 bp)

## Dataciones absolutas
- Nivel mesoinferior Amk (45.700 ± 1.200 bp y 45.400 ± 1.800 bp)
- Nivel superior Smk-l (43.100 ± 1.700 bp)
- Complejo superior crioclástico (Nivel Lm: 37.100 ± 1.000 bp)